# Tomoko Yoshino
Tomoko Yoshino (Tokio, 1966) es una sindicalista japonesa. En octubre de 2021 se convirtió en la primera presidenta de la Confederación de Sindicatos del Japón también conocida como Rengo desde su fundación en 1989, uno de los sindicatos más importantes de Japón con una afiliación de más de 7 millones de personas.

## Biografía
Tomoko Yoshino nació en Tokio en  1966. Tras finalizar los estudios secundarios en 1984 a los dieciocho años entró a trabajar en la fábrica de máquinas de coser Juki. Fue progresando en la dirección del sindicato. Presidió en 2010 la Asociación de Trabajadores del Metal, Maquinaria y Manufacturas, representando a las pymes de las industrias mecánicas y metalúrgicas y en 2015 llegó a la vicepresidencia de la Confederación de Sindicatos del Japón una de las organizaciones sindicales más poderosas de Japón. En octubre de 2021 asumió la presidencia de la organización convirtiéndose en la primera mujer al frente de la esta organización fundada en 1989.
A diferencia de sus predecesores Yoshino proviene de un sindicato compuesto sobre todo de pequeñas y medianas empresas a diferencia de sus predecesores que trabajaron en las principales corporaciones o sindicatos.

### Reclama la unidad de la oposición
Tomoko Yoshino ha reclamado la unión de los dos partidos de la oposición próximos a la Confederación, el Partido Demócrata Constitucional y el Partido Democrático del Pueblo, más pequeño para romper el control del poder del gobernante Partido Liberal Democrático.

### Defender la igualdad en el mundo laboral japonés
Tras asumir la presidencia de la Rengo, Yoshino ha anunciado su compromiso de trabajar por la igualdad en el mundo laboral. Pese a las leyes que sobre el papel garantizan supuestamente la igualdad, en la tercera economía mundial las mujeres reciben salarios más bajos, tienen serias dificultades para regresar al mercado laboral tras la maternidad y tienen presencia muy limitada en la toma de decisiones. Japón es el país peor situado entre los países desarrollados en el Índice Global de brecha de Género del Foro Económico Mundial y en 2021 tan solo cuenta con tres ministras en un gabinete con 21 carteras. En 2021 Japón se ubicó en el lugar 120 de 156 naciones en la clasificación de brecha de género de 2021 del Foro Económico Mundial.
Como presidenta de la Confederación forma parte de un grupo de expertas auspiciado por el primer ministro Fumio Kishida para avanzar en la igualdad.